# Ceromitia turpisella
Ceromitia turpisella là một loài bướm đêm thuộc họ Adelidae. Loài này có ở Nam Phi. Chúng được tìm thấy ở dải phân bố rộng và phổ biến ở vùng bán khô cằn.
Sải cánh khoảng 15 mm. Con trưởng thành có râu dài, cánh và thân màu trắng.